# Metalotioneína
Caracteríticas 
Metalotioneínas (MTs)são uma família de proteínas de baixo peso molecular, em torno de 6 – 7 kDa, encontradas no citosol de células eucarióticas, especialmente no fígado, rins, intestino e cérebro. Sua estrutura molecular é composta de uma única cadeia de aminoácidos dos quais 20 são cisteínas, que representam em torno de 30% do total de aminoácidos.
Histórico
As MTs foram descobertas em 1957 sendo identificadas em córtex de rim equino como uma proteína responsável pelo acúmulo natural de cádmio (Cd) neste tecido. Desde então, MTs são os únicos compostos biológicos conhecidos por conter naturalmente Cd.A nomenclatura da proteína foi baseada na observação de algumas características particulares como elevada quantidade de enxofre e presença de metais como Cd e Zinco (Zn). A característica comum de todas as MTs é a ocorrência da seqüência de tripeptídeos Cys-X-Cys, onde X representa um aminoácido diferente de cisteína. Estudos posteriores sobre seu espectro de absorção demonstraram que sua estrutura era livre de aminoácidos aromáticos por ausência de absorção a 280nm 1. Em espécies aquáticas, as metalotioneínas foram primeiramente descritas em 1974 em peixes marinhos Sebastes seboides, e posteriormente em outras espécies como European eel, carpa, Cyprinus carpio, e truta, Oncorhynchus mykiss. Atualmente sabe-se que as metalotioneínas ocorrem não somente no reino animal, mas também em microorganismos procarióticos e eucarióticos e em plantas superiores.
Função biológica
Devido ao grande número de grupamentos tiol, a função biológica das MTs nos sistemas vivos está relacionada ao controle da concentração de elementos traços livres como zinco (Zn) e cobre (Cu), transporte de íons metálicos para outras proteínas, ação como agente de detoxificação para metais como Cd e mercúrio (Hg), e também um papel protetor por seqüestro de metais e proteção contra condições de stress oxidativo. Por isso, a MT é uma importante proteína no metabolismo intracelular de Cu e Zn e na proteção contra danos oxidativos resultantes da exposição excessiva a metais. A gama de metais capazes de se ligarem a MT é ampla 10. A maior parte dos íons metálicos das famílias I-B e II-B da tabela periódica são conhecidos por se ligarem aos grupos cisteína-SH e a afinidade dos íons metálicos pelos sítios de ligação segue a ordem encontrada para tiolatos inorgânicos, isto é, Hg (II), prata (Ag) (I), Cu (I), Cd (II) e Zn(II). A regulação de biossíntese de MT por metais tem sido considerada como necessidade biológica para manter concentrações homeostáticas de íons metálicos essenciais e não essenciais por processo de quelação. A indução da síntese da proteína por metais é uma resposta direta ao aumento da concentração intracelular do metal que é mediada por fatores regulatórios. Uma superexpressão de MT pode ser causada por exposição à Zn ou Cu e esta indução também serve como proteção celular contra agentes alquilantes. Tem-se sugerido que estes efeitos podem ser devido ao papel de MTs como removedor de agentes antioxidantes e eletrofílicos.
Literatura
Nordberg M. 1998. Metallothioneins: historical review and state of knowledge.Talanta 46: 243–254.Margoshes M, Vallee BL. 1957. A cadmium protein from equine kidney cortex. J.Am. Chem. Soc 79. 4813. 		
Olafson RW, Thompson JAJ. 1974. Isolation of heavy metal binding proteins frommarine vertebrates. Mar. Biol. 28: 83-86. 		Bouquegneau JM, Gerday C, Disteche A. 1975. Fish mercurybinding thioneinrelated to adaptation mechanisms. FEBS. 55: 173-177.
Kito H, Ose Y, Mizuhira V, Sato T, Ishikawa T, Tazawa T. 1982. Separation andpurification of (Cd, Cu, Zn)-metallothionein in carp hepato-pancreas. Comparative.Biochemistry Physiology 73: 121–127. 		
Ley HL, Failla ML, Cherry DS. 1983. Isolation and characterization of hepatic metallothionein from rainbow trout (Salmo gairdneri). Comp. Biochem. Physiol. 74B:507–513. 		
Roméo M, Cosson, RP, Gnassia-Barelli M, Risso C, Stien X, Lafaurie M. 1997.Metallothionein determination in the liver of the sea bass Dicentrarchus labrax treated with copper and B(a)P. Mar. Environ. Res. 44: 275–284. 		
Linde AR, Sánchez-Galán S, Vallés-Mota P, Garcia-Vázquez E. 2001.Metallothionein as bioindicator of freshwater metal pollution: European eel and brown trout. Ecotoxicol. Environ. Saf. 49: 60–63. 
Vallee, BL. 1979. Overview of Metallothionein. Metallothionein Exp. Suppl. 34:19.Filipovi V, Raspor B. 2003. Metallothionein and metal levels in cytosol of liver,kidney and brain in relation to growth parameters of Mullus surmuletus and Liza aurata from the Eastern Adriatic Sea. Water Research 37. 13: 3253-3262.
Referência 	
Inácio, AF. Metalotioneína e Metais em Geophagus brasiliensis – Acará. 2007. Dissertação submetida ao programa de pós-graduação da Escola Nacional de Saúde Pública como parte dos requisitos para obtenção do grau de Mestre em Ciências (área de Saúde Pública).